# Liste der Biografien/Zah
Liste der Biografien |
Portal Biografien |
Personensuche
# |
A |
B |
C |
D |
E |
F |
G |
H |
I |
J |
K |
L |
M |
N |
O |
P |
Q |
R |
S |
T |
U |
V |
W |
X |
Y |
Z |
?
 
Za |
Zb |
Zc |
Zd |
Ze |
Zf |
Zg |
Zh |
Zi |
Zj |
Zk |
Zl |
Zm |
Zn |
Zo |
Zr |
Zs |
Zu |
Zv |
Zw |
Zy |
Zz
 
Zaa |
Zab |
Zac |
Zad |
Zae |
Zaf |
Zag |
Zah |
Zai |
Zaj |
Zak |
Zal |
Zam |
Zan |
Zao |
Zap |
Zaq |
Zar |
Zas |
Zat |
Zau |
Zav |
Zaw |
Zax |
Zay |
Zaz
Die Liste der Biografien führt alle Personen auf, die in der deutschsprachigen Wikipedia einen Artikel haben. Dieses ist eine Teilliste mit 263 Einträgen von Personen, deren Namen mit den Buchstaben „Zah“ beginnt.

## Zah
- Zäh, Helmut (* 1959), deutscher Philologe
- Zäh, Michael F. (* 1963), deutscher Maschinenbauingenieur und Hochschullehrer
- Zäh, Richard (1947–2020), deutscher Kommunalpolitiker (CSU)
- Zah1de (* 2010), deutsche Rapperin und TikTokerin

### Zaha
- Zaha, Max (1913–1997), deutscher Verwaltungsjurist, Regierungsvizepräsident der Oberpfalz und Präsident des Oberpfälzer Kulturbundes
- Zaha, Wilfried (* 1992), ivorisch-englischer FußballspielerWilfried Zaha (* 1992)

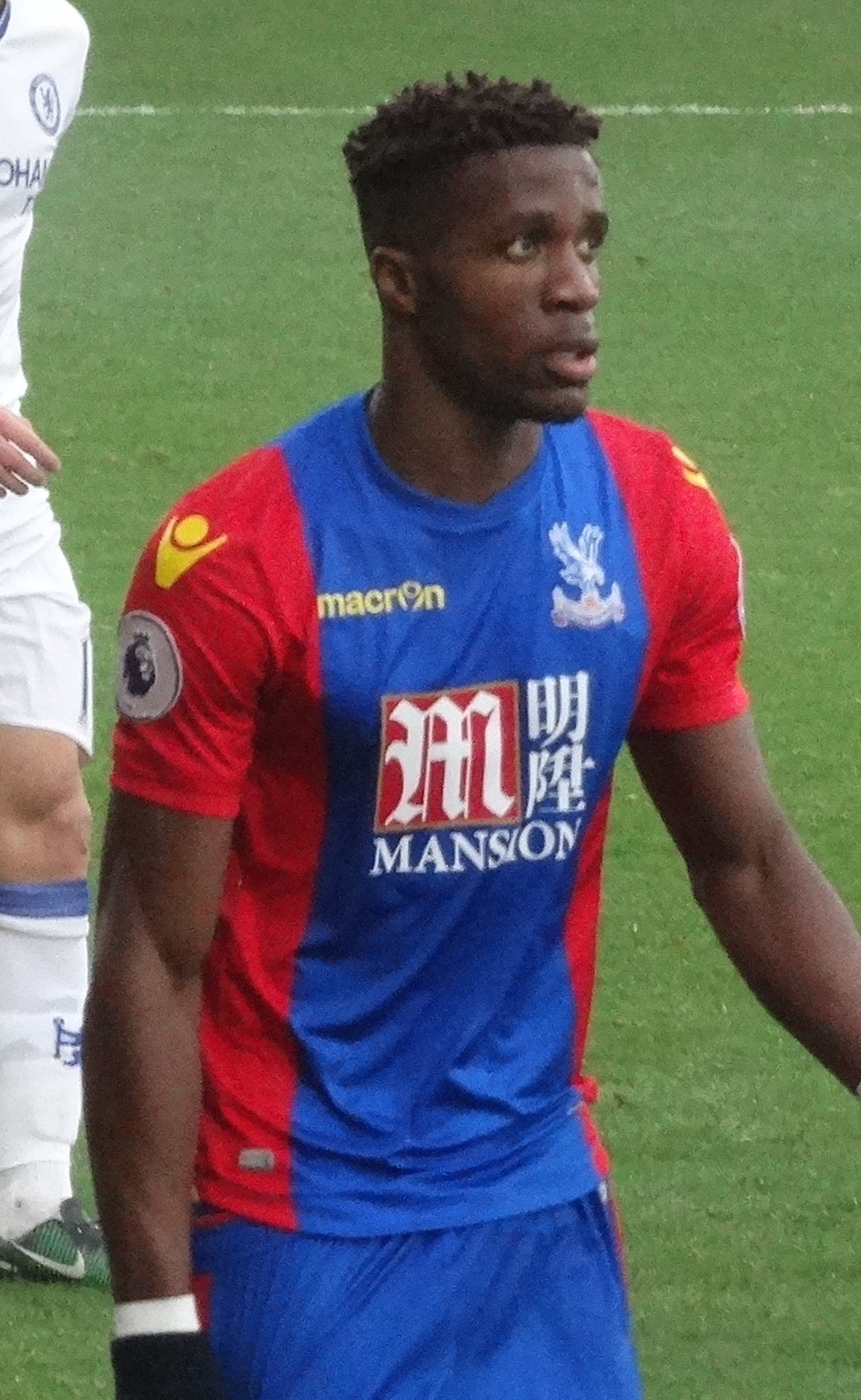
Wilfried Zaha (* 1992)

- Zahaczewski, Lucas (* 2000), deutscher Fußballtorwart
- Zahafi, Moad (* 1998), marokkanischer Mittelstreckenläufer
- Zahaj, Armend (* 2002), Schweizer Fussballspieler
- Zahalka, Jamal (* 1955), israelischer Politiker
- Zahálka, Milan (* 1977), tschechischer Fußballtorhüter
- Zahálka, Otakar (1891–1941), tschechoslowakischer Generalmajor, Widerstandskämpfer
- Zahálková, Pavla (* 1989), tschechische Crosslauf-Sommerbiathletin
- Zahar, Mahmud az- (* 1945), palästinensischer Mitbegründer und Sprecher der Hamas
- Zahara (* 1983), spanische Singer-Songwriterin und Schriftstellerin
- Zahara (1987–2023), südafrikanische Singer-Songwriterin
- Zahara, Alex, kanadischer Schauspieler und Synchronsprecher
- Zaharah, Tengku Intan (1928–2015), Tengku Ampuan Tua (Großkönigin-Witwe) von Terengganu
- Zaharanski, Sarah (* 1989), österreichische Schauspielerin
- Zaharescu, Barbu (1906–2000), rumänischer Diplomat
- Zahari, Adly (* 1971), malaysischer Politiker
- Zaharia, George (* 1995), rumänischer Speerwerfer
- Zaharia, Ionelia (* 1985), rumänische Ruderin
- Zaharia, Koja, albanischer Adliger
- Zaharia, Radu (* 1989), rumänischer Fußballspieler
- Zaharias, Babe Didrikson (1911–1956), US-amerikanische Leichtathletin und Golferin
- Zaharievski, Srgjan (* 1977), mazedonischer Fußballspieler
- Zaharko, Joe, kanadischer Badmintonspieler
- Zaharko, Miles (* 1957), kanadischer Eishockeyspieler
- Zaharoff, Basil (1849–1936), griechischer Waffenhändler und Besitzer der Spielbank Monte CarloBasil Zaharoff (1849–1936)

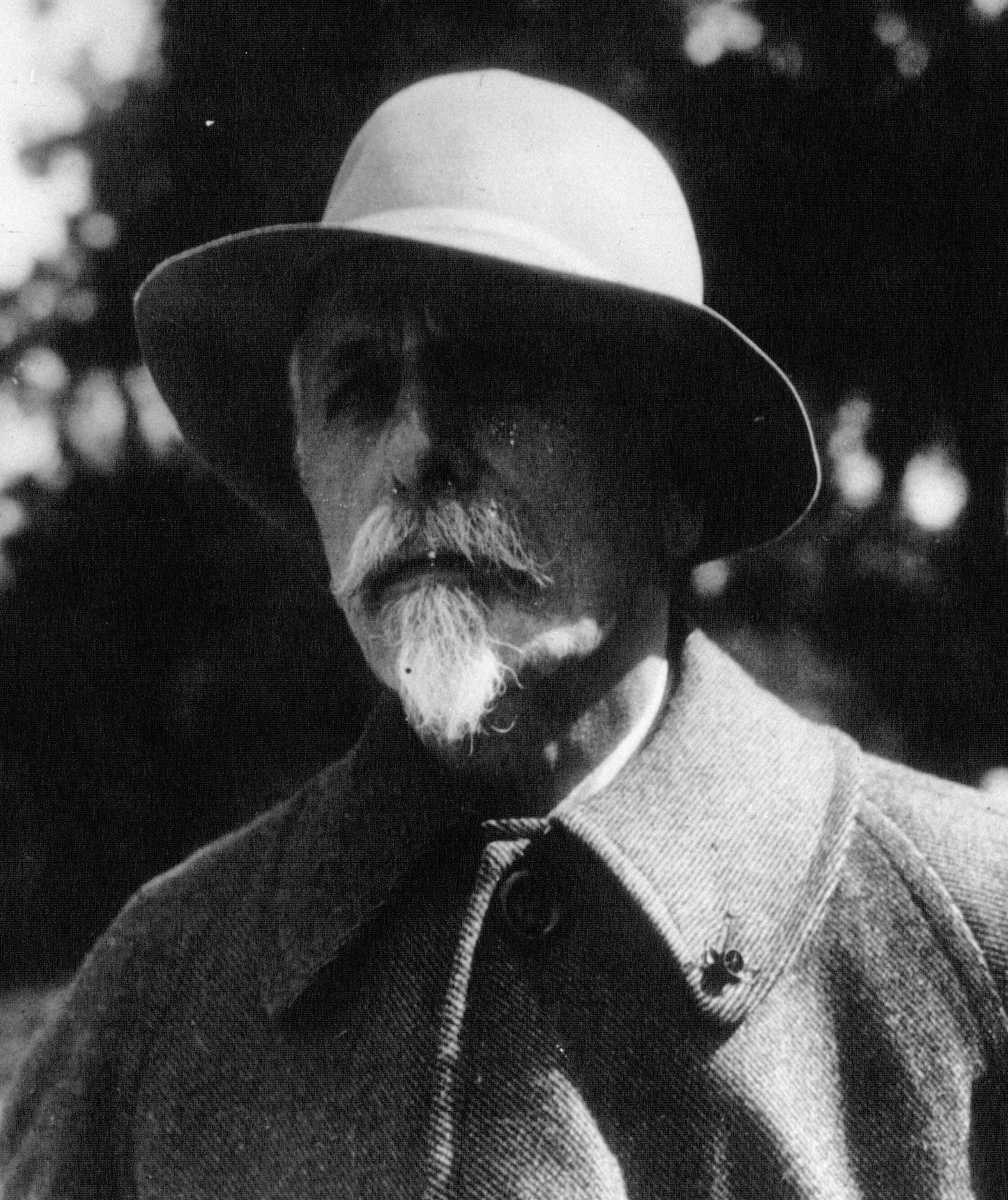
Basil Zaharoff (1849–1936)

- Zaharoglou, Fotios (* 1963), griechischer Informatiker
- Zahavi, Alex (* 1991), US-amerikanischer Fußballspieler
- Zahavi, Amotz (1928–2017), israelischer Soziobiologe und Evolutionstheoretiker
- Zahavi, Avishag (1922–2021), israelische Pflanzenphysiologin und Evolutionstheoretikerin
- Zahavi, Dan (* 1967), dänischer Philosoph
- Zahavi, Dror (* 1959), israelischer Film- und Fernseh-Regisseur
- Zahavi, Eran (* 1987), israelischer Fußballspieler
- Zahavi, Lili (* 1992), deutsche Schauspielerin und FilmemacherinLili Zahavi (* 1992)

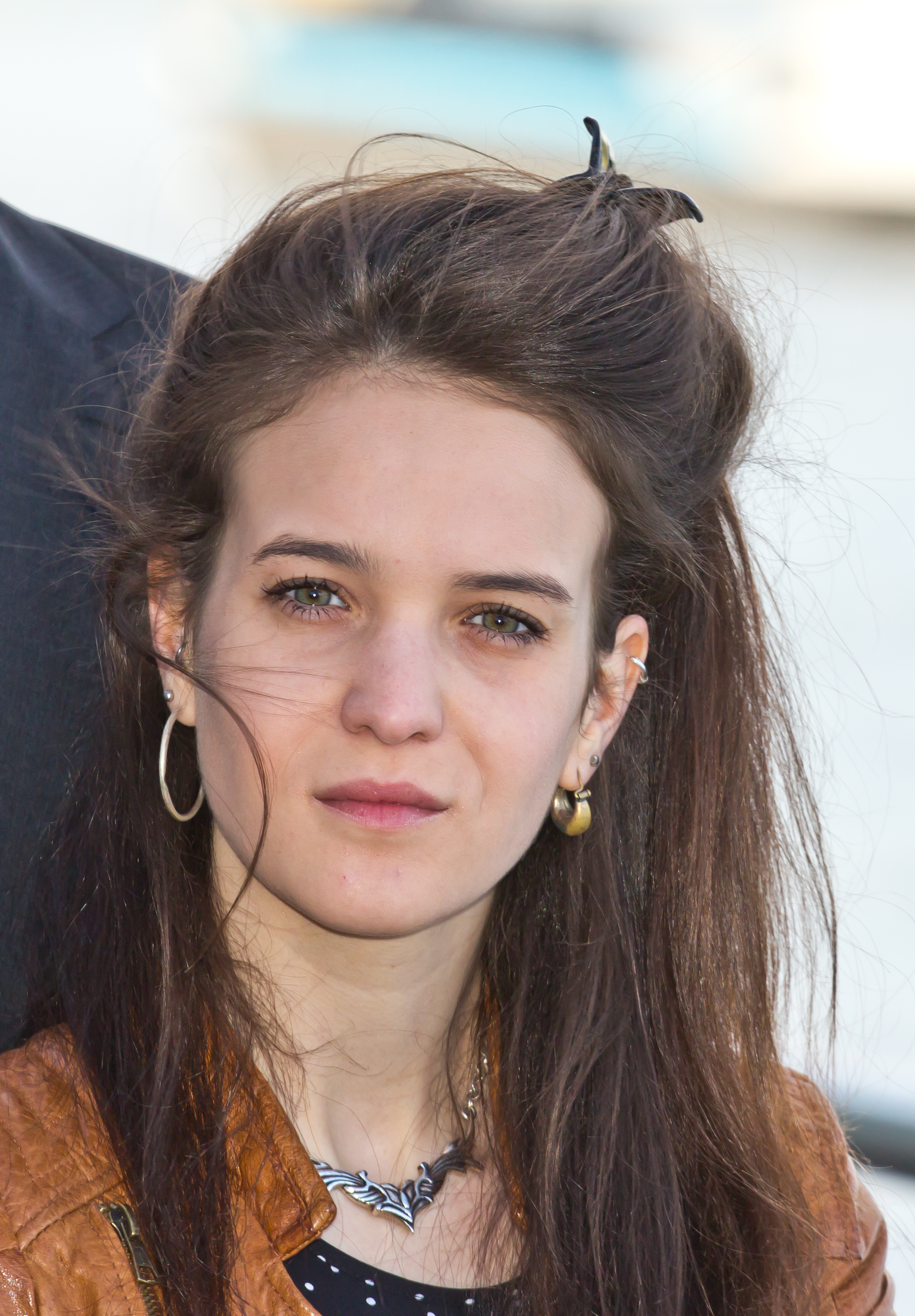
Lili Zahavi (* 1992)

- Zahavi, Pini (* 1955), israelischer Spielervermittler (Fußball)
- Zahavi, Uri (* 1990), israelisch-deutscher Sportjournalist und Fernsehmoderator
- Zahawi, Nadhim (* 1967), britischer Politiker (Conservative Party)

### Zahe
- Zahed, Ludovic-Mohamed (* 1977), französischer Imam
- Zahedi, Ardeschir (1928–2021), iranischer Diplomat und Minister
- Zahedi, Caveh (* 1960), US-amerikanischer Regisseur und Schauspieler
- Zahedi, Fazlollah (1897–1963), iranischer General, Politiker und Ministerpräsident des Iran
- Zahedi, Jessica (* 1978), deutsche Fernsehmoderatorin und Journalistin
- Zahedi, Mojtaba (* 1998), iranischer Dreispringer
- Zahedi, Muhammad Reza (1960–2024), iranischer OffizierMuhammad Reza Zahedi (1960–2024)

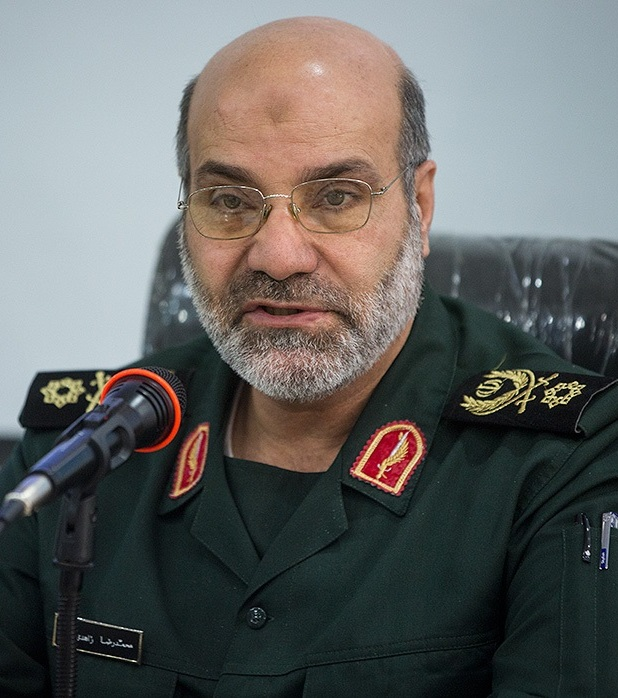
Muhammad Reza Zahedi (1960–2024)

- Zahedi, Nasser (* 1961), iranisch-deutscher Arzt, Autor, Übersetzer, Maler und Fotograf
- Zahedi, Sadaf (* 1985), afghanisch-deutsche Schriftstellerin, Aktivistin und Poetry-Slammerin
- Zahedi, Sara (* 1981), schwedische Mathematikerin
- Zaher, Ahmed Farouk el (* 1986), ägyptischer Hochspringer
- Zaher, Hussam (* 1965), brasilianischer Herpetologe und Paläontologe
- Zaher, Mike (* 1985), US-amerikanischer Fußballspieler
- Zahera, Luis (* 1966), spanischer Schauspieler

### Zahi
- Zahi, Carolle (* 1994), französische Leichtathletin
- Zahi, Hichem (* 1981), tunesischer Basketballspieler
- Zahid, Asraf (* 1999), singapurischer Fußballspieler
- Zahinos, José Ignacio (* 1977), spanischer Fußballspieler
- Zahir Bilbay, az-, Sultan der Mamluken in Ägypten (1467)
- Zahir Ghazi, az- (1172–1216), ayyubidischer Gouverneur und Herrscher von Aleppo
- Zāhir li-iʿzāz dīn Allāh, az- (1005–1036), siebenter Kalif der Fatimiden
- Zahir Schah, Mohammed (1914–2007), afghanischer König (1933–1973)Mohammed Zahir Schah (1914–2007)

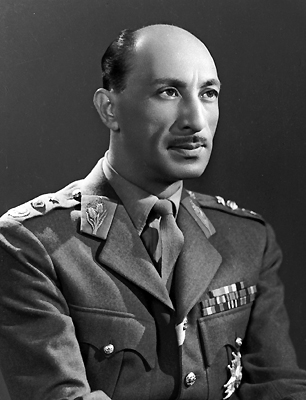
Mohammed Zahir Schah (1914–2007)

- Zahir, Abdul (1910–1982), afghanischer Premierminister während der Regierungszeit von König Sahir Schah
- Zahir, Ahmad (1946–1979), afghanischer Sänger
- Zāhir, az- (1175–1226), 35. Kalif der Abbasiden (1225–1226)
- Zahir, Khalida (1927–2015), erste sudanesische Ärztin
- Zahir, Khoda Dad (* 1985), afghanischer Fußballtrainer
- Zahiri, Abdul Wahab (* 1992), afghanischer Leichtathlet
- Zahirović, Adnan (* 1990), bosnisch-herzegowinischer Fußballspieler
- Zahirović, Haris (* 2003), bosnischer Fußballspieler

### Zahk
- Zahkna, Hillar (* 1968), estnischer Biathlet und Trainer
- Zahkna, Rene (* 1994), estnischer Biathlet

### Zahl
- Zahl, Peter-Paul (1944–2011), deutsch-jamaikanischer Schriftsteller
- Záhlavová, Sandra (* 1985), tschechische Tennisspielerin
- Zahlawi, Elias (* 1932), syrischer Priester der Melkitischen griechisch-katholischen Kirche und Chorleiter
- Zahlbaum, Matthias (* 1959), deutscher Schauspieler
- Zahlbruckner, Alexander (1860–1938), österreichischer, auf Flechten spezialisierter Botaniker
- Zahlbruckner, Johann (1782–1851), österreichischer Botaniker
- Zahle, Carl Theodor (1866–1946), dänischer Jurist und Politiker (Det Radikale Venstre), Mitglied des Folketing, Ministerpräsident
- Zähle, Max (* 1977), deutscher Filmregisseur
- Zahle, Natalie (1827–1913), dänische Reformpädagogin und Frauenrechtlerin
- Zahler, Anna (1903–1964), deutsche Widerstandskämpferin gegen den Nationalsozialismus
- Zahler, Ben (* 1979), Schweizer Jazzmusiker (Flöte, Komposition)
- Zahler, Georg (1879–1957), deutscher Kommunalpolitiker (NSDAP)
- Zahler, Gordon (1926–1975), US-amerikanischer Komponist
- Zähler, Julius (1827–1913), deutscher Lehrer und Jugendbuchautor
- Zahler, Lee (1893–1947), US-amerikanischer Komponist
- Zahler, Leopold (1822–1906), Passauer Regierungsrat und Bezirksamtmann
- Zahler, S. Craig (* 1973), US-amerikanischer Drehbuchautor, Regisseur, Buchautor und KomponistS. Craig Zahler (* 1973)

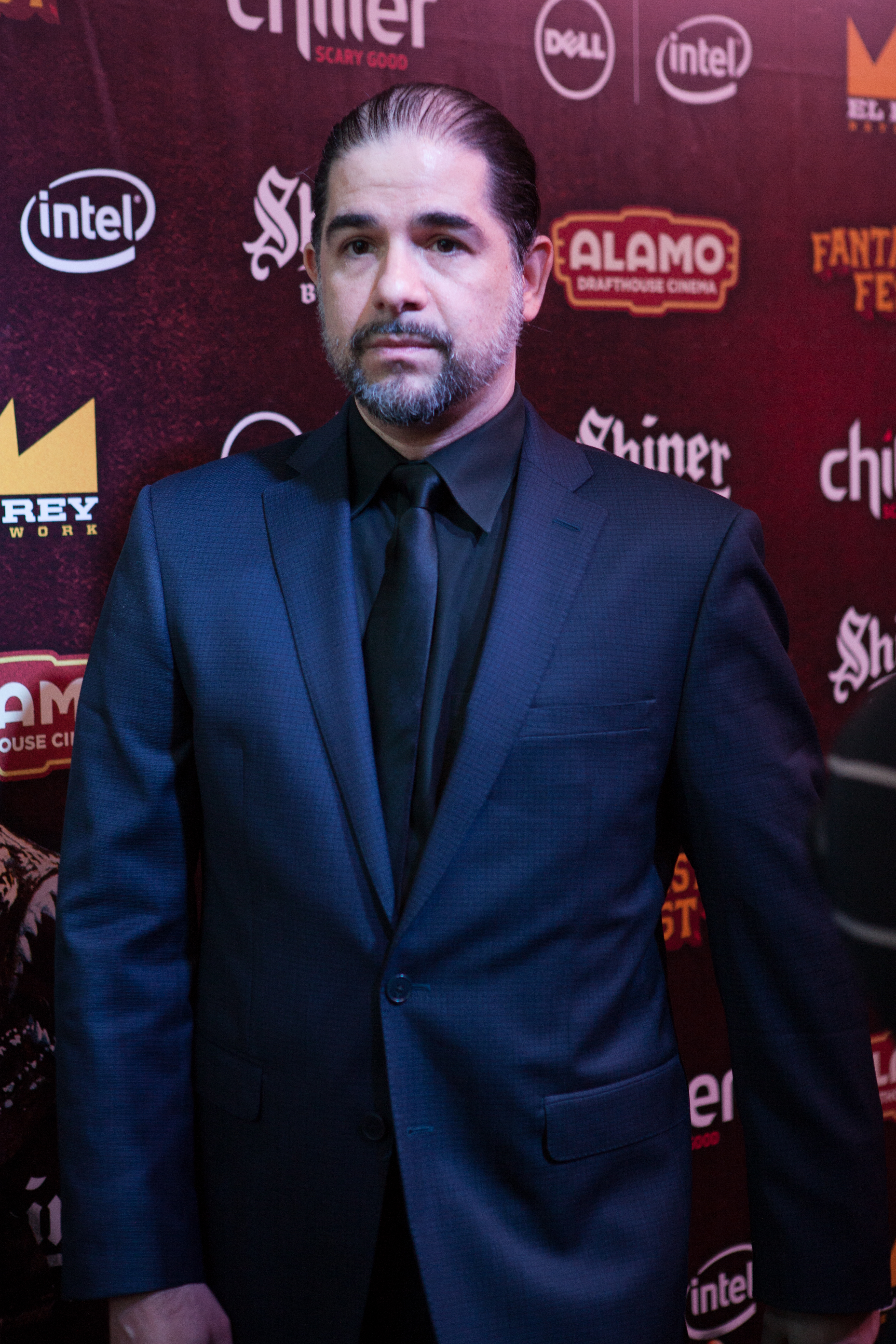
S. Craig Zahler (* 1973)

- Zahlhaas, Gisela (* 1945), deutsche Klassische Archäologin
- Zahlhaas, Johann Baptist von (1787–1870), österreichischer Theaterschauspieler, Sänger (Bass), Dichter, Übersetzer, Librettist, Theaterregisseur und -direktor
- Zahlheim, Franz von (1754–1786), österreichischer Beamter und RaubmörderFranz von Zahlheim (1754–1786)

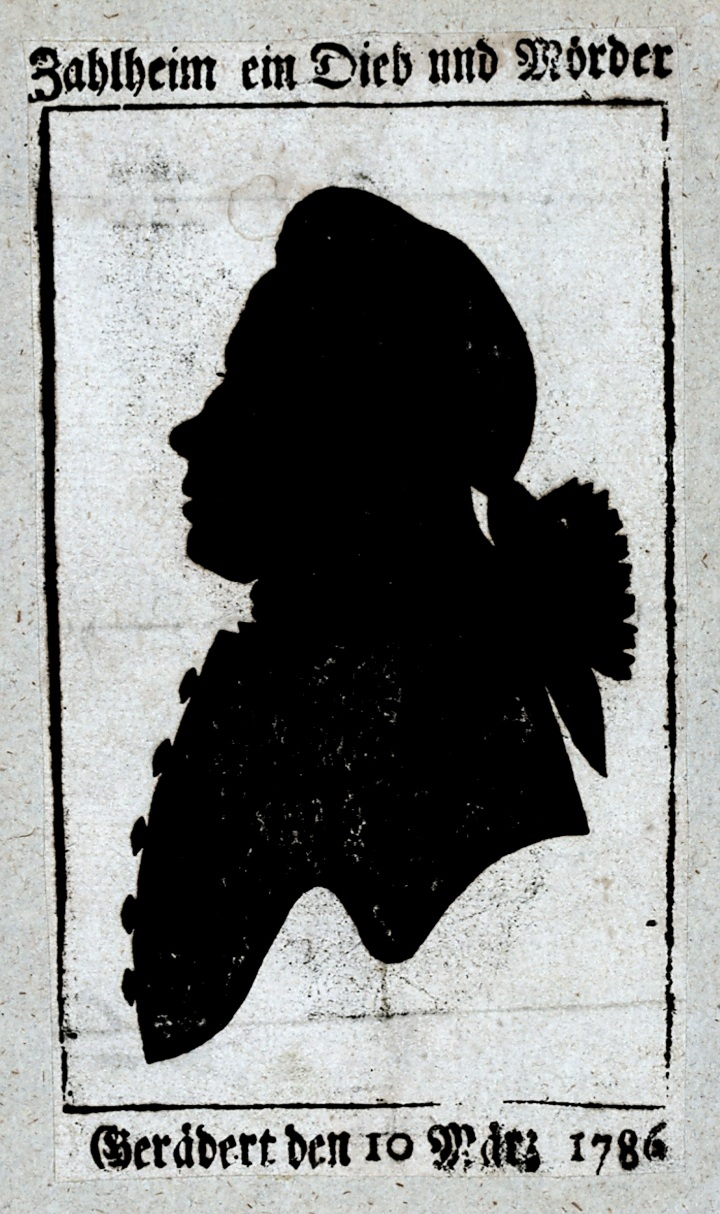
Franz von Zahlheim (1754–1786)

- Zahlmann, Egon (* 1928), deutscher Fußballspieler
- Zahlmann, Heiko (* 1973), deutscher Graffiti-Künstler
- Zahlmann, Stefan (* 1968), deutscher Historiker
- Zahlten, Horst (1922–1978), deutscher Schriftsteller
- Zahlten, Johannes (1938–2010), deutscher Kunsthistoriker, Bronzegiesser und Hochschullehrer in Stuttgart und Braunschweig

### Zahm
- Zahm, John Augustine (1851–1921), US-amerikanischer römisch-katholischer Priester, Autor, Wissenschaftler und Forschungsreisender
- Zahm, Norman (* 1981), deutscher Kanute
- Zahmel, Jannik (* 2003), deutscher Fußballspieler

### Zahn
- Zahn, Adolf (1834–1900), deutscher reformierter Geistlicher
- Zahn, Albert (1918–1975), deutscher Schauspieler
- Zahn, Albert von (1836–1873), deutscher Kunsthistoriker, Museumsdirektor und Herausgeber der „Jahrbücher für Kunstwissenschaft“
- Zahn, Alfred (1903–1972), deutscher kommunistischer Politiker (KPD/SED) und Journalist
- Zahn, Christian (* 1948), deutscher Gewerkschafter und Jurist
- Zahn, Christian Jakob (1765–1830), deutscher Jurist, Musiker, Politiker und Industrieller
- Zahn, Conrad (1835–1887), deutscher Rittergutspächter und Politiker
- Zahn, Dieter (* 1940), deutscher Kontrabassist
- Zahn, Eberhard (1910–2010), deutscher Offizier im Zweiten Weltkrieg und Manager
- Zahn, Erich (* 1940), deutscher Ökonom, Systemwissenschaftler und Hochschullehrer
- Zahn, Ernst (1810–1866), deutscher Fabrikant und Politiker
- Zahn, Ernst (1867–1952), Schweizer SchriftstellerErnst Zahn (1867–1952)

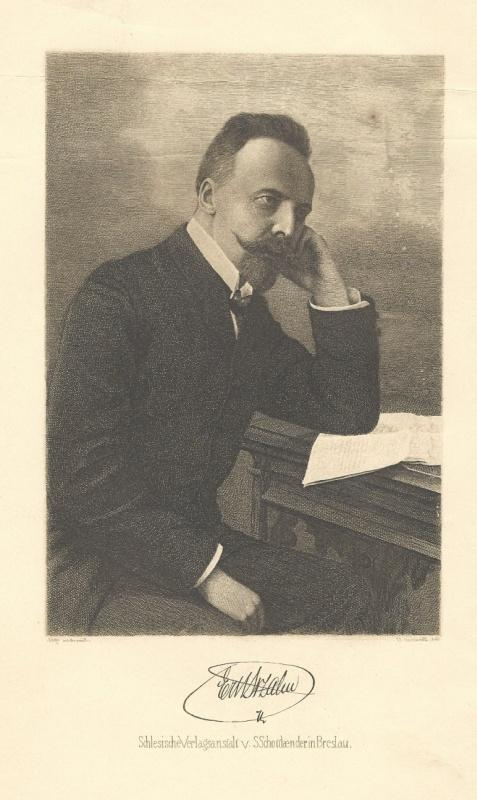
Ernst Zahn (1867–1952)

- Zahn, Eva (* 1960), deutsche Drehbuchautorin und Journalistin
- Zahn, Frank (1967–2017), deutscher Jurist, Verleger und LGBT-Aktivist
- Zahn, Franz Ludwig (1798–1890), deutscher evangelischer Pädagoge
- Zahn, Franz Michael (1833–1900), deutscher evangelischer Theologe
- Zahn, Friedrich (1869–1946), deutscher Statistiker und Hochschullehrer
- Zahn, Friedrich Benjamin (1721–1784), kursächsischer Amtmann
- Zahn, Friedrich von (1902–1993), deutscher Ministerialbeamter
- Zahn, Fritz (1872–1942), deutscher Gärtner und Sachbuchautor
- Zahn, Fritz (1919–1947), deutscher Fußballspieler
- Zahn, Gordon C. (1918–2007), US-amerikanischer Soziologe und Biograf von Franz Jägerstätter
- Zahn, Günter (* 1954), deutscher LeichtathletGünter Zahn (* 1954)

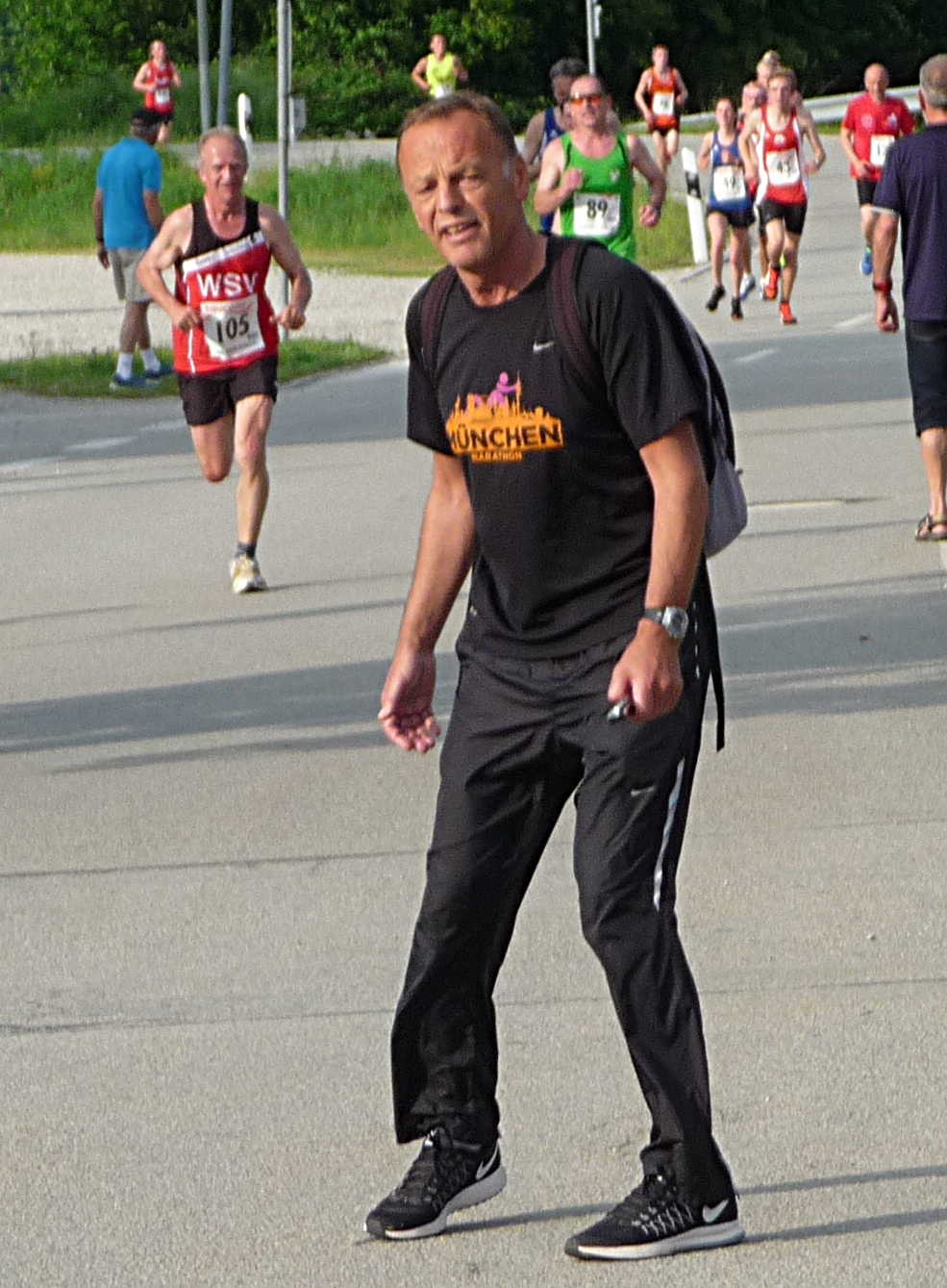
Günter Zahn (* 1954)

- Zahn, Gustav von (1871–1946), deutscher Geologe und Meteorologe
- Zahn, Hans-Eberhard (1928–2013), deutscher Psychologe
- Zahn, Helmut (1916–2004), deutscher Chemiker
- Zahn, Helmut (* 1955), deutscher Fußballspieler
- Zahn, Hermann (1912–1984), deutscher Unternehmer
- Zahn, Hermann Wolfgang (1879–1965), deutscher Nervenarzt und Schriftsteller
- Zahn, Joachim (1914–2002), deutscher Manager, Vorstandsvorsitzender der Daimler-Benz AG
- Zahn, Johann (1641–1707), deutscher Prämonstratenserchorherr, Philosoph, Optiker, Erfinder, Mathematiker und Autor
- Zahn, Johann Alfred von (1839–1910), Abgeordneter im Sächsischen Landtag
- Zahn, Johannes (1817–1895), deutscher evangelischer Theologe und Hymnologe
- Zahn, Johannes (1828–1905), deutscher Altphilologe und Gymnasiallehrer
- Zahn, Johannes (1907–2000), deutscher Bankier
- Zahn, Josef (1894–1965), österreichischer Jurist, Bankangestellter und Person des österreichischen Genossenschaftswesen
- Zahn, Josef Alois (1888–1965), deutscher Politiker (CSU), Mitglied der Verfassunggebenden Landesversammlung in Bayern und Bürgermeister
- Zahn, Joseph von (1831–1916), österreichischer Historiker und Archivar
- Zahn, Karl (1806–1882), deutscher Politiker
- Zahn, Karl Hermann (1865–1940), deutscher Botaniker
- Zahn, Karl von (1877–1944), deutscher Jurist und Ministerialbeamter
- Zahn, Karl-Christian (1932–2007), deutscher Politiker (CDU) und Bürgermeister von Dorsten
- Zahn, Karl-Heinrich (1939–2021), deutscher Pfarrer
- Zahn, Konrad (1891–1980), deutscher Politiker (NSDAP), MdR
- Zahn, Kurt (* 1940), deutscher Politiker (FDJ/SED) und FDGB/DTSB-Funktionär
- Zahn, Leopold (1890–1970), österreichischer Schriftsteller und Kunsthistoriker
- Zahn, Lola (1910–1998), deutsche Juristin und Wirtschaftswissenschaftlerin
- Zahn, Ludwig (1903–1976), deutscher Kameramann
- Zahn, Luise (1919–2004), deutsche Politikerin (SED), MdL Sachsen, Abgeordnete der Volkskammer der DDR
- Zahn, Margaret A., US-amerikanische Soziologin und Kriminologin
- Zahn, Otto (1905–1989), deutscher Politiker (SPD), Journalist, Bürgermeister der Stadt Mainz
- Zahn, Peter (* 1930), deutscher Mathematiker, Logiker und Hochschullehrer
- Zahn, Peter (* 1936), deutscher Bibliothekswissenschaftler
- Zahn, Peter (1944–2001), deutscher Politiker (SPD), MdL
- Zahn, Peter K. (* 1966), deutscher Anästhesist und Intensivmediziner
- Zahn, Peter von (1913–2001), deutscher Hörfunk- und Fernsehjournalist
- Zahn, Richard (1891–1975), deutscher Politiker (CDU), MdL
- Zahn, Robert (1861–1914), deutscher Maschinenbau-Ingenieur und Industrie-Manager
- Zahn, Robert (1870–1945), deutscher Klassischer Archäologe
- Zahn, Rudolf (1875–1916), deutscher Architekt
- Zahn, Siegfried (* 1936), deutscher Politiker (CDU), MdL
- Zahn, Steve (* 1967), US-amerikanischer Schauspieler und SynchronsprecherSteve Zahn (* 1967)

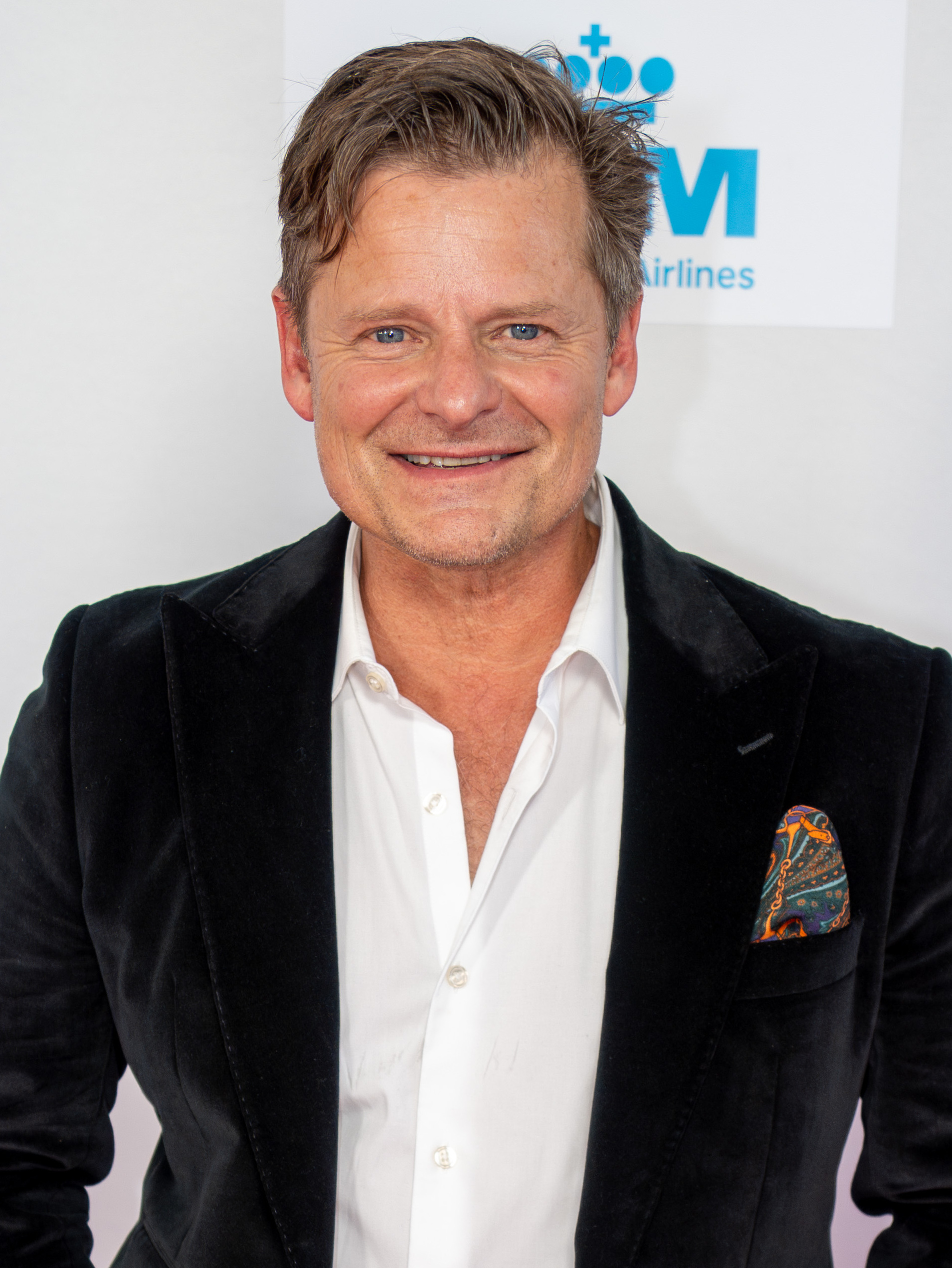
Steve Zahn (* 1967)

- Zahn, Theodor (1838–1933), deutscher evangelischer Theologe
- Zahn, Timothy (* 1951), US-amerikanischer Autor
- Zahn, Volker (* 1940), deutscher Arzt und staatlich anerkannter Baubiologe
- Zahn, Volker A. (* 1961), deutscher Drehbuchautor und Journalist
- Zahn, Werner (1890–1971), deutscher Bobfahrer
- Zahn, Werner (1906–1952), deutscher Zoologe und Zoodirektor in Köln
- Zahn, Wilhelm (1800–1871), deutscher Dekorationsmaler und Architekt
- Zahn, Wilhelm (1848–1911), deutscher Pfarrer und Lokalhistoriker
- Zahn, Wilhelm von (1839–1904), deutscher Mathematiker und Pädagoge
- Zahn-Harnack, Agnes von (1884–1950), deutsche Lehrerin, Schriftstellerin und FrauenrechtlerinAgnes von Zahn-Harnack (1884–1950)

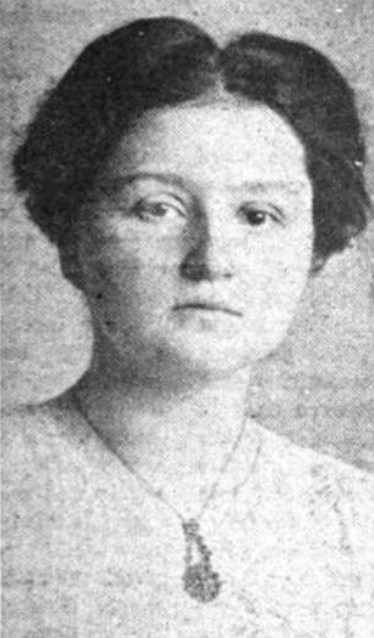
Agnes von Zahn-Harnack (1884–1950)

- Zahn-Waxler, Carolyn, US-amerikanische Entwicklungspsychologin und Professorin
- Zahnbrecher, Franz Xaver (1882–1935), deutscher Politiker (Bayerische Volkspartei)
- Zahnd, Johann (1854–1934), Schweizer Landschafts- und Genremaler
- Zahnd, Ueli (* 1979), Schweizer reformierter Theologe
- Zahnd, Urs Martin (1945–2014), Schweizer Historiker
- Zahnd, Yves (* 1985), Schweizer Fußballspieler
- Zahneisen, Johann (1886–1938), deutscher Bergmann und Politiker
- Zahneisen, Lorenz (1897–1950), deutscher Politiker (NSDAP), MdR, Oberbürgermeister von Bamberg
- Zahner, Gerhard (* 1957), deutscher Rechtsanwalt, Autor und Theaterkritiker
- Zähner, Jakob (1812–1892), Schweizer Textilunternehmer und Politiker
- Zahner, Lee (* 1974), australischer Beachvolleyballspieler
- Zahner, Mike (* 2000), Schweizer Unihockeyspieler
- Zahner, Nicola (* 1994), deutscher Fußballspieler
- Zahner, Nina Tessa (* 1972), deutsche Soziologin
- Zahner, Paul (* 1966), Schweizer katholischer Theologe und Kirchenhistoriker
- Zahner, Peter (* 1961), Schweizer Eishockeyfunktionär
- Zahner, Ruedi (* 1957), Schweizer Fußballspieler und Trainer
- Zahner, Simon (* 1983), Schweizer Radrennfahrer
- Zahner, Volker (* 1962), deutscher Forstwissenschaftler auf dem Gebiet der Wildtierökologie
- Zahnhausen, Markus (1965–2022), deutscher Blockflötist und Komponist
- Zahnke, Gustav (1908–1930), deutscher Schlosser und aktiv im kommunistischen Widerstand gegen den aufkommenden Nationalsozialismus
- Zahnleiter, Sven (* 1972), deutscher Fußballspieler
- Zahnleiter, Timo (* 1948), deutscher Fußballspieler
- Zahno, Daniel (* 1963), Schweizer Schriftsteller
- Zahnow, Ernst (1890–1982), deutscher Heimatforscher und Schulbuchautor

### Zaho
- Zaho (* 1980), kanadische R&B-SängerinZaho (* 1980)

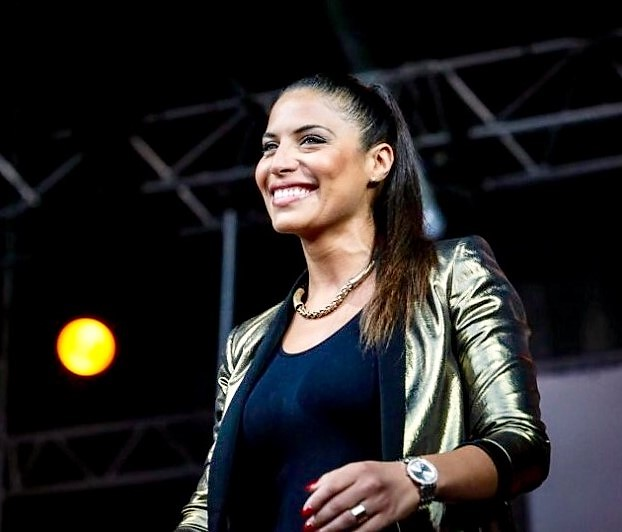
Zaho (* 1980)

- Záhončík, Ján (* 1965), slowakischer Leichtathlet
- Záhonyi, Attila (* 1959), ungarischer Sportschütze
- Zahorka, Dominik (* 1988), deutscher Schauspieler
- Zahorka, Hans-Jürgen (* 1952), deutscher Politiker (parteilos, CDU) und Rechtsanwalt
- Zahornicky, Robert (* 1952), österreichischer Künstler
- Zahorski, Germanos, orthodoxer Erzbischof von Połock und unierter Erzbischof von Połock
- Zahorski, Tiffany (* 1994), russische Eiskunstläuferin
- Zahorski, Tomasz (* 1984), polnischer Fußballspieler
- Zahorsky, Anton M. (1900–1985), österreichischer Journalist
- Zahouania, Chaba (* 1959), algerische Raï-Interpretinnen
- Zahourek, Bertha (1896–1967), österreichische Schwimmerin
- Zahovaiko, Vjatšeslav (* 1981), estnischer Fußballspieler
- Zahovič, Zlatko (* 1971), slowenischer Fußballspieler

### Zahr
- Zahra, Abū (1898–1974), ägyptischer Alim und islamischer Rechtsgelehrter
- Zahra, Adrian (* 1990), australischer Fußballspieler
- Zahra, Antoine (* 1977), maltesischer Fußballspieler
- Zahra, Gabriella (* 1991), maltesische Fußballspielerin
- Zahra, Hindi (* 1979), französische Sängerin und SongwriterinHindi Zahra (* 1979)

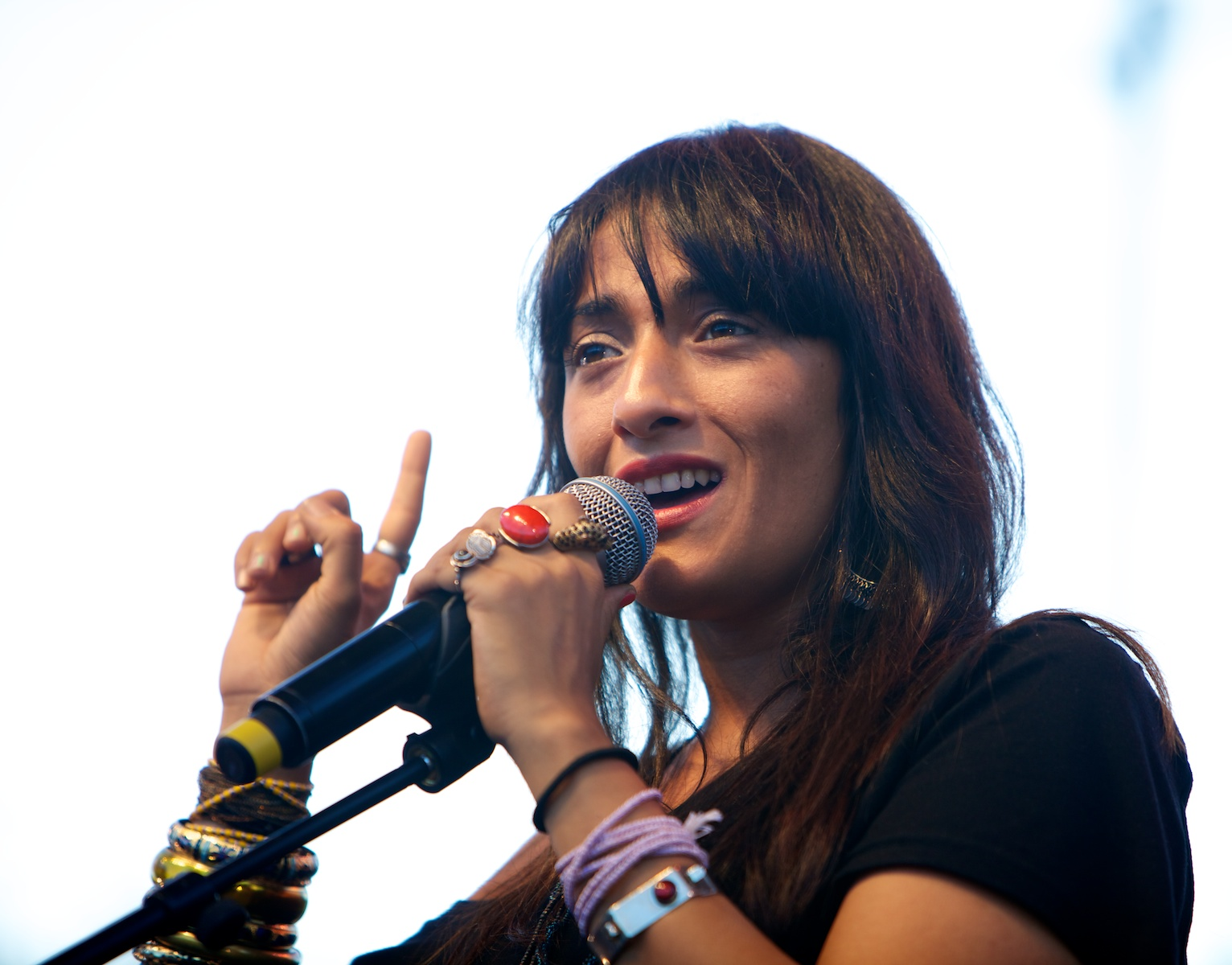
Hindi Zahra (* 1979)

- Zahra, Julia (* 1995), niederländische Singer-Songwriterin
- Zahra, Julie, maltesische Sängerin und Teilnehmerin am Eurovision Song Contest
- Zahra, Miro (* 1960), tschechisch-deutsche Malerin und Kuratorin
- Zahra, Tara (* 1976), US-amerikanische Historikerin
- Żahra, Trevor (* 1947), maltesischer Romanautor, Poet und Illustrator
- Zahrad (1924–2007), armenischer Dichter
- Zahradil, Jan (* 1963), tschechischer Politiker, MdEP
- Zahrádka, Klement Antonín (1786–1853), Abt des Klosters Ossegg in Böhmen
- Zahradka, Luke (* 1991), amerikanisch-italienischer American-Football-Spieler auf der Position des Quarterback
- Zahradníček, Jan (1905–1960), tschechischer Schriftsteller
- Zahradniczek, Joseph der Jüngere (1822–1844), österreichischer Landschaftsmaler, Lithograf und Grafiker
- Zahradniczek, Karl (1865–1951), österreichischer Feldmarschallleutnant
- Zahradnik, Andy (* 1958), österreichischer Moderator, Buchautor und Drehbuchautor
- Zahradník, Isidor Bogdan (1864–1926), Prämonstratenser, tschechischer Politiker
- Zahradník, Jan (* 1949), tschechischer Politiker
- Zahradník, Jiří (1928–2020), tschechischer Entomologe
- Zahradník, Rudolf (1928–2020), tschechischer Chemiker und Akademiepräsident
- Zahradnik, Stefan (* 1969), deutscher Wirtschaftswissenschaftler
- Zahradník, Václav (1942–2001), tschechischer Dirigent, Komponist und Arrangeur
- Zahradnik, Vera (1908–1991), österreichisch-amerikanische Balletttänzerin
- Zahradník, Vincenc (1790–1836), tschechischer Priester, Philosoph und Fabeldichter
- Zahradnik, Walter (1939–2024), deutscher Physiker und Hochschullehrer
- Zahradník-Brodský, Bohumil (1862–1939), tschechischer Schriftsteller, Autor von Romanen und Kurzgeschichten
- Zahraj, Patrick (* 1999), deutscher Tennisspieler
- Zahrani, Faris az- (1977–2016), saudi-arabischer TerroristFaris az-Zahrani (1977–2016)

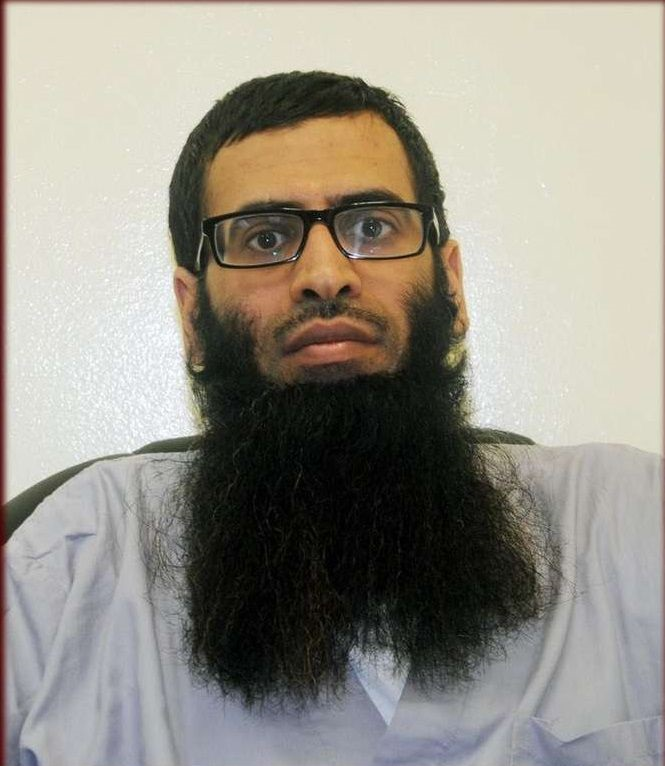
Faris az-Zahrani (1977–2016)

- Zahrani, Khamis al- (* 1976), saudi-arabischer Fußballspieler
- Zahrani, Mila Al (* 1988), saudi-arabische Schauspielerin
- Zahreddine, Issam (1961–2017), syrischer Brigadegeneral
- Zahrenhusen, Hinrich (1875–1940), deutscher Oberstudiendirektor
- Zähringer, Arnold (1869–1942), deutscher Erfinder vom Magnetzünder für schnelllaufende Motoren
- Zähringer, Damasus (1899–1977), deutscher Benediktiner und Erzabt der Erzabtei Beuron
- Zähringer, Josef (1929–1970), deutscher Physiker
- Zähringer, Karl Friedrich (1886–1923), deutscher Holzschneider
- Zähringer, Klaus (1939–2024), deutscher Sportschütze
- Zähringer, Norbert (* 1967), deutscher Schriftsteller
- Zahrl, Petra (* 1981), österreichische Schwimmerin
- Zahrnt, Angelika (* 1944), deutsche BUND-Vorsitzende
- Zahrnt, Heinz (1915–2003), deutscher evangelischer Theologe, Schriftsteller und PublizistHeinz Zahrnt (1915–2003)

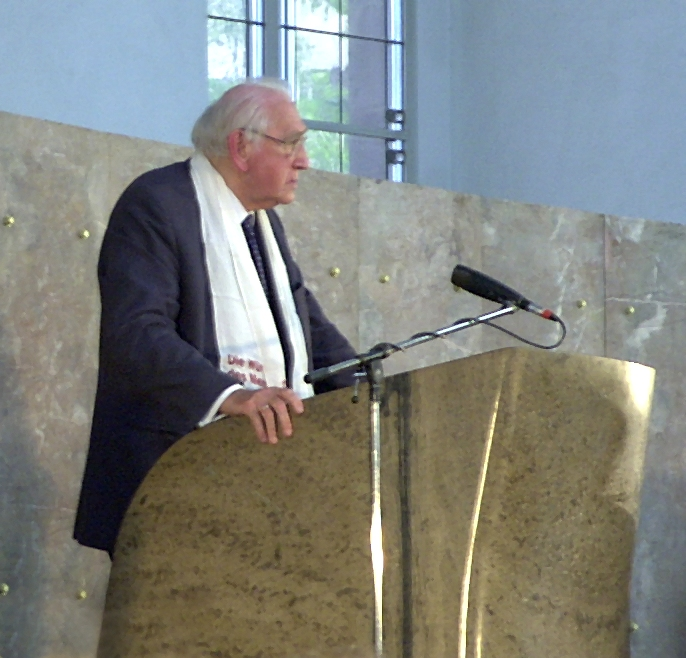
Heinz Zahrnt (1915–2003)

- Zahrnt, Michael (* 1940), deutscher Althistoriker
- Záhrobský, Petr (* 1980), tschechischer Skirennläufer
- Zahrte, Harald (* 1957), deutscher Politiker (parteilos) und Verwaltungsbeamter
- Zahrtmann, Christian Christopher (1793–1853), dänischer Seeoffizier und Marineminister
- Zahrtmann, Hans (1849–1930), dänischer Ingenieur
- Zahrtmann, Kristian (1843–1917), dänischer Maler
- Zahrtmann, Sophie (1841–1925), dänische Krankenschwester, Diakonisse und Oberin

### Zahu
- Zahuranec, Martin (* 1986), slowakischer Fußballspieler